# 582

## Esdeveniments
- Constantinoble: A la mort de Tiberi II, el succeeix Flavi Tiberi Maurici en el tron de l'Imperi Romà d'Orient.
- Navarra: Els visigots de Leovigild, perseguint els vascons, ocupen una part important del seu territori al sud dels Pirineus.
- Sevilla (Bètica): Amb la intenció de posar fi a la revolta encapçalada pel seu fill Ermenegild, el rei visigot Leovigild recupera la Lusitània i posa setge a la ciutat, amb la intervenció dels sueus del rei Miró.
- Sírmium (Pannònia): Els àvars declaren la guerra als romans d'Orient i ocupen la ciutat.

## Necrològiques
- 14 d'agost - Constantinoble: Tiberi II, emperador romà d'Orient.